# Gymnomitrion concinnatum
Gymnomitrion concinnatum ist eine Lebermoos-Art aus der Familie Gymnomitriaceae. Deutsche Namen sind Gewöhnliches Wurmlebermoos und Zierliches Nacktmützenmoos.

## Merkmale
Gymnomitrion concinnatum bildet dichte, hellgrüne bis hellbraune oder auch graugrüne bis graubraune, dichte Rasen. Die wenig verzweigten Sprosse sind 0,5 bis 3 Zentimeter lang, drehrund, wurmförmig, kriechend, die Astenden aufgerichtet. Die quer angewachsenen Blätter sind dicht schuppenförmig anliegend, hohl, eiförmig. Das obere Drittel oder Viertel der Blattlänge ist mit spitzwinkeligem Einschnitt in zwei eiförmige, meist zugespitzte Lappen geteilt. Am Blattrand sind oft ein oder zwei Zellreihen ausgebleicht. Die Blattzellen sind rundlich, dickwandig und haben deutliche bis starke Eckverdickungen. Pro Zelle sind gewöhnlich zwei, teilweise auch mehrere kugelige oder ovale Ölkörper vorhanden. Unterblätter fehlen.
Die Geschlechterverteilung ist diözisch. Antheridien befinden sich zu mehreren in bauchigen Hüllblättern am Sproßende von männlichen Pflanzen. Weibliche Hüllblätter sind größer als die anderen Flankenblätter. Sporogone sind öfters entwickelt, Sporen sind fein warzig, bräunlich und 12 bis 16 Mikrometer groß. Brutkörper sind nicht bekannt.

## Standortansprüche
In den Alpen lebt die Art von der subalpinen bis zur nivalen Höhenstufe, nur selten tiefer herab in der montanen Höhenstufe. Sie wächst häufig an Silikatfelsen, weniger oft auf gefestigter Erde, Humus, Felsgrus und Kies. Die Wuchsorte sind feucht bis trocken, kalkfrei, sauer, lichtreich bis schattig.

## Verbreitung
Die Verbreitung ist subarktisch-alpin. In Deutschland, Österreich und der Schweiz liegt die Hauptverbreitung in den Zentralalpen, hier ist die Art oft häufig. Seltener ist sie in den Nord- und Südalpen, ebenso in den höheren Lagen der deutschen Mittelgebirge (Harz, Rhön, Fichtelgebirge, Bayerischer Wald, Schwarzwald). In Europa gibt es neben dem Verbreitungsschwerpunkt in den Alpen einen zweiten in Nordeuropa mit Spitzbergen als nördlichste Fundstellen. Weitere europäische Vorkommen gibt es im Westen bis Island, Irland und Nordspanien, im Süden vereinzelte bis in die südeuropäischen Gebirge und im Osten bis Russland. Neben den europäischen gibt es Vorkommen in Teilen Asiens und im nördlichen Nordamerika.